# Брунеј на Светском првенству у атлетици у дворани 2010.
Брунеј је учествовао на Светском првенству у атлетици у дворани 2010. одржаном у Дохи од 12. до 14. марта други пут. Репрезентацију Брунеја представљао је један такмичар који је требало да се такмичити у трци на 60 метара али није стартовао.

## Учесници
Мушкарци:
- Мухамед Фејсал — 60 м

## Резултати

### Мушкарци
| Атлетичар      | Дисциплина | Лични рекорд | Квалификација     | Квалификација     | Полуфинале        | Полуфинале        | Финале            | Финале            | Детаљи       |  |
| Атлетичар      | Дисциплина | Лични рекорд | Резултат          | Место             | Резултат          | Место             | Резултат          | Место             | Детаљи       |  |
| -------------- | ---------- | ------------ | ----------------- | ----------------- | ----------------- | ----------------- | ----------------- | ----------------- | ------------ |  |
| Мухамед Фејсал | 60 м       |              | Није се стартовао | Није се стартовао | Није се стартовао | Није се стартовао | Није се стартовао | Није се стартовао | 54 / 58 (62) |  |